# Ozan Tufan
Ozan Tufan (Bursa, 23 de março de 1995), é um futebolista turco que atua como meio-campista. Atualmente joga pelo Trabzonspor.

## Carreira
Tufan fez parte do elenco da Seleção Turca de Futebol da Eurocopa de 2016 e Eurocopa de 2020.